# مؤسسة هاينريش بول
مؤسسة هاينريش بول (بالألمانية: Heinrich Böll Stiftung)‏ (HBF) هي مؤسسة قانونية مستقلة ألمانية، تابعة لحزب الخضر الألماني، تأسست في عام 1997 بدمج 3 مؤسسات مختلفة تحمل نفس الأهداف. حملت المؤسسة اسم الكاتب الألماني هاينريش بول (1917–1985). مهمة المؤسسة الاهتمام بمواضيع تغير المناخ والسياسة الأوروبية، ومراقبة السياسات الخاصة بالتفريق بين الجنسين والدفاع عن حقوق المثليين. كذلك تقوم المؤسسة بتقديم منح دراسية للمواطنين الألمان والأوروبيين أو من حول العالم.

## وصلات خارجية
- الموقع الرسمي